# Муравьёв, Николай Иванович
Николай Иванович Муравьев  (1891—1963), профессор Московской духовной академии.

## Биография
Родился в семье священника Рязанской епархии. Окончил Рязанское духовное училище, Рязанскую духовную семинарию и Киевскую духовную академию. За курсовое сочинение «Великие Четьи-Минеи митрополита Макария Московского и всея Руси, как церковно-исторический и литературный памятник» был удостоен степени кандидата богословия.
Сразу по окончании академии в 1915 году был призван в действующую армию. Принимал участие в боевых действиях. Во время газовой атаки получил тяжелое отравление, от последствий которого страдал на протяжении всей своей дальнейшей жизни. В 1917 году вернулся на родину и некоторое время трудился на педагогическом поприще. Но уже в 1919 году он был мобилизован в Красную Армию и назначен на должность командира роты военно-инженерного батальона.
В 1922 – 1935 годах работал бухгалтером в государственных организациях, затем преподавал русский язык и литературу в высших учебных заведениях. В 1942 – 1945 годах работал по финансово-хозяйственной части. В связи с предполагавшимся открытием в Москве Богословского института подал 9 ноября 1943 года в Священный Синод прошение о назначении преподавателем по предмету истории Русской Церкви. Но в возрожденных духовных школах, где он трудился с первого учебного года, Николай Иванович преподавал историю древней Церкви, а также читал курс патрологии на II курсе академии. В 1947 году утвержден в звании доцента. В 1948 – 1956 годах занимал пост секретаря Ученого совета Московской духовной академии и семинарии. Муравьев принимал деятельное участие в подготовке и проведении Совещания глав и представителей Автокефальных Православных Поместных Церквей, проходившего в Москве 8 – 18 июля 1948 года и приуроченного к празднованию 500-летия автокефалии Русской Православной Церкви. Вместе с другими коллегами по академической корпорации Н.И. Муравьев входил в состав комиссии по проведению юбилейных торжеств. Священноначалие доверило ему составление доклада, посвященного истории празднуемого события. С этим докладом («Пятисотлетний юбилей автокефалии Святой Русской Православной Церкви») Николай Иванович выступил на совещании.
Трудами Н.И.Муравьева для потомков были сохранены лекции профессора Киевской Духовной Академии С.Л. Епифановича по церковной письменности трех первых веков христианства. На их основании Н.И. Муравьев составил учебное руководство для студентов академии, а отредактированный им полный курс лекций Сергея Леонтьевича Епифановичапо патрологии был передан в библиотеку Московской духовной академии и семинарии.
В 1951 – 1953 годах Н.И. Муравьев работал над магистерской диссертацией, посвященной Коптской Церкви. Защита диссертации на тему «Коптская Церковь. Возникновение, история, вероучение и церковно-административное управление» состоялось 5 марта 1958 года.
В 1961 году в связи с резким ухудшением состояния здоровья Николай Иванович оставил преподавание в академии, но продолжал рецензировать труды студентов и выпускников МДА. Скончался Н.И. Муравьев 7 июля 1963 года.